# Harry Potter en de Geheime Kamer (computerspel)
Harry Potter en de Geheime Kamer is een computerspel gebaseerd op de film Harry Potter en de Geheime Kamer die gebaseerd is op het tweede boek van de Harry Potter-serie.

## Stemmen
De stemmen zijn ingesproken door een verscheidenheid aan personen. Hier een lijst van de persoon die de stem ingesproken heeft met de stemmen die hij dan wel zij heeft ingesproken:
- Stephen Fry - Verteller
- Tom Attenborough - Harry Potter
- Gregg Chillin - Ron Wemel
- Benjamin Stone - Albus Perkamentus
- Jonathan Kydd - Rubeus Hagrid
- Allan Corduner -  Severus Sneep / Argus Vilder
- Emily Robinson - Hermelien Griffel
- Victoria Robinson - Ginny Wemel / Jammerende Jenny
- Joseph McFadden - Fred en George Wemel / Percy Wemel / Arthur Wemel
- Daniel Irving - Draco Malfidus / Student van Zwadderich
- Charlotte Fudge - 11 studenten
- Ben Avis - 14 studenten
- David Coker - Haast Onthoofde Henk

### Nederlandse stemmen
- Victor van Swaay - Verteller
- Trevor Reekers - Harry Potter
- Willem Rebergen - Ron Wemel
- Wim van Rooij - Professor Albus Perkamentus
- Lottie Hellingman - Hermelien Griffel
- Kirsten Fennis - Ginny Wemel
- Marlies Somers - Jammerende Jenny
- Philip ten Bosch - Fred Wemel en George Wemel
- Sander van der Poel - Draco Malfidus
- Hero Muller - Rubeus Hagrid
- Bram Bart - Studenten
- Ruud Drupsteen - Marten Vilijn
- Jan Nonhof - Professor Serverus Sneep en Dobby
- Marjolijn Touw - Professor Stronk
- Paul van Gorcum - Professor Gladianus Smalhart
- Maria Lindes - De Dikke Dame en Professor Minerva Anderling
- Kees van Lier - Argus Vilder
- Hein van Beem - Haast Onthoofde Henk
- Filip Bolluyt - Lucius Malfidus
- Fred Meijer - Professor Banning
- Overige stemmen - Patrick van Balen, Christa Lips, Rolf Koster, Mitchell van den Dungen Bille, Willem Rebergen, Sita Manichand, Phil Rommy (postuum)

## Personages
Er is een verscheidenheid aan personages in het spel. Hieronder staan ze. Belangrijk is op te merken dat niet elke versie alle personages bevat. De lijst:
- Harry Potter, de Jongen die Bleef Leven, de hoofdpersoon in het spel.
- Ron Wemel, Harry's beste vriend.
- Hermelien Griffel, Harry's beste vriendin.
- Ginny Wemel, het zusje van Ron Wemel die een grote rol speelt in het verhaal.
- Fred en George Wemel, vrienden van Harry en de broers van Ron Wemel.
- Marcel Lubbermans, de vergeetachtige en de nu nog wat sullige vriend van Harry, die ook in zijn jaar op Griffoendor zit.
- Draco Malfidus, Harry's vijand die bij Zwadderich zit.
- Jammerende Jenny, het meisjesspook dat spookt op een toilet op de Tweede Verdieping.
- Albus Perkamentus, het schoolhoofd van Zweinstein.
- Minerva Anderling, de leraar gedaanteverandering, dat gegeven wordt op de tweede verdieping. Geeft in het spel echter geen les, wel kun je haar les verstoren.
- Severus Sneep, de leraar Toverdranken, dat gegeven wordt in de kerkers.
- Filius Banning, de leraar Bezweringen, dat gegeven wordt op de Tweede Verdieping.
- Gladianus Smalhart, de (nieuwe) leraar Verweer tegen de Zwarte Kunsten, dat gegeven wordt op de Derde Verdieping.
- Rubeus Hagrid, sleutelbewaarder en terreinknecht van Zweinstein en tevens een van Harry's vrienden.
- Pomona Stronk, de leraar Kruidenkunde, dat gegeven wordt in de kassen op het schoolterrein.
- Olivier Plank, de Zwerkbalaanvoerder en Wachter van Griffoendor die Harry helpt bij het herhalen van Zwerkbal.
- Percy Wemel, de klassenoudste van Griffoendor.
- Foppe de Klopgeest, de klopgeest van Zweinstein.
- Marten Vilijn Jr., de Erfgenaam van Zwadderich en de jonge versie van Voldemort.
- Haast Onthoofde Henk, de Afdelingsspook van Griffoendor, allias Heer Hendrik van Malkontent tot Maling.

## De spreuken
Van het vorige schooljaar kunnen heel veel spreuken worden gebruikt. Veel van de volgende spreuken zijn ook in andere delen weer nodig. Uit het eerste jaar:
- Flipendo (iets omduwen of magische schakelaars activeren)
- Alohomora (sloten of geheimen openen)
- Lumos (licht maken en geheime gangen openen)

Acht nieuwe spreuken:
- Incendio ( spreuk waarbij je een voorwerp in de vlam kan zetten of zelf een vuurtje kan maken )
- Rictusempra (vijanden verzwakken(een optater geven) of in duels gebruiken)
- Deplasma (Ectoplasma opruimen of tegen Foppe gebruiken)
- Diffindo (touwen, spinnenwebben en takken afhakken en tegen wezens en planten bij het vak Kruidenkunde gebruiken)
- Sponcifico (een sponcificeermat veerkrachtig maken)
- Expelliarmus (spreuken in duels terugkaatsen naar je tegenstander)
- Mummelwummel (in duels ervoor zorgen dat de tegenstander zijn volgende spreuk niet goed kan uitspreken)
- Avifors (Een voorwerp in een vogel veranderen)

## Muziek
De muziek in het spel is gecomponeerd door Jeremy Soule.
Het album bevat de volgende nummers:
1. Harry Potter and the Chamber of Secrets Title Theme
2. DADA Action
3. Playful 2
4. Slug Chase-Broom Lesson
5. Willow Boss
6. Willow Level 3
7. Night
8. Aragog Boss
9. Day
10. Day Follow
11. Draco
12. Flying
13. Willow Level 2
14. Action
15. House Point Theme
16. Storybook
17. Washing
18. Anglia Flying
19. Cauldrons
20. Fred George
21. Spell Atmos
22. Spider Action
23. Library Enter
24. Snitch
25. Stealth Pursuit
26. Stealth Search
27. Diagon Playful
28. Library Tower
29. Ball Smash
30. Harry Potter and the Chamber of Secrets Alt. Theme